# آنیتا (پادشاه)
آنیتا ، پسر پیتهانا ، در حدود 1740-1725 قبل از میلاد ( گاه‌شماری میانی ) سلطنت می کرد و پادشاه کوشارا بود ، شهری که هنوز شناسایی نشده است. او اولین فرمانروای شناخته شده ای است که متنی را به زبان هیتی نوشته است .  مقام عالی او یا رابی سیمیلتیم پرووا نام داشت.

## زندگینامه
آنیتا، بر اساس گاهشماری میانی ، سلطنت کرد یا به طور متناوب ج. 1730-1715 قبل از میلاد (گاه‌شماری میانی پایین)، و نویسنده متن Anitta ( CTH 1.A، ویرایش شده در StBoT 18، 1974)، قدیمی‌ترین متن شناخته شده در زبان هیتی است  ، تبلت "بالشتکی" KBo 3.22، که قدیمی ترین متن شناخته شده در یک زبان هند و اروپایی است که همچنین به عنوان اعمال آنیتا شناخته می شود ، توسط آلفونسو آرچی در اصل به زبان اکدی و خط آشوری قدیم نوشته شده است، در زمانی که آنیتا از کانش حکومت می کرد ، زمانی که مستعمرات آسور هنوز در آناتولی بودند. به نظر می‌رسد این متن نشان‌دهنده پیشینه‌ای به خط میخی از کتیبه‌های آنیتا در کانش است که احتمالاً توسط هاتوسیلی اول ، یکی از اولین پادشاهان هیتی در هاتوسا گردآوری شده است .
متن آنیتا نشان می دهد که پدر آنیتا شهر نشا (Kanesh, Kültepe ) را فتح کرد که به شهری مهم در قلمرو پادشاهی کوشارا تبدیل شد . در طول سلطنت خود، آنیتا هوزیا ، آخرین پادشاه ثبت شده زالپووا ، و پادشاه هتیک پیوستی را شکست داد و سپس پایتخت خود را در محل پایتخت آینده هیتی ها است ، هاتوسا را فتح کرد . سپس شهر را ویران کرد، زمین را علف های هرز کاشت،  و طلسم بر آن مکان گذاشت. نام آنیتا بر روی کتیبه ای بر روی خنجری که در کولتپه یافت شده است و همچنین همراه با نام پدرش در متون مختلف کولتپه و همچنین در سنت های بعدی هیتی آمده است.